# Gungu
Gungu este un oraș în  provincia Bandundu, Republica Democrată Congo. În 2012 avea o populație de 23 893 de locuitori, iar în 2004 avea 19 864.